# Cristian Aparicio Gómez
Cristian Aparicio Gónzalez, meglio noto come Cristian Rubio (Cadice, 16 dicembre 1996), è un giocatore di calcio a 5 spagnolo.

## Carriera
Ha giocato maggior parte della sua carriera in Spagna, principalmente nel Jumilia B. Carchelo, Cartagena, Inter e O'Parruolo Ferrol. Nel 2018 viene acquistato dal Napoli, dove nella stagione 2018/2019 segna 11 gol in 21 presenze.